# عودد فهر
عودد فهر (بالعبرية: עודד פהר) (ولد 23 نوفمبر 1970) هو ممثل سينمائي وتلفزيوني إسرائيلي مقيم في الولايات المتحدة. ومعروف أرديث باي في فيلم المومياء والتتمة عودة المومياء بدور كارلوس أوليفيرا في فيلم الشر المقيم: نهاية العالم وفيلم الشر المقيم: الإنقراض والشيطان زانكو في المسلسل التلفزيوني مسحورات وإيلي كوهن في مسلسل في. وكذلك بو برون في المسلسل التلفزيوني جين باي ديزاين ونائب مدير الموساد إيلان بودنار على إن سي آي إس

## روابط خارجية
- عودد فهر على موقع IMDb (الإنجليزية)
- عودد فهر على موقع ألو سيني (الفرنسية)
- عودد فهر على موقع أول موفي (الإنجليزية)
- عودد فهر على موقع قاعدة بيانات الأفلام السويدية (السويدية)
- عودد فهر على موقع إن إن دي بي (الإنجليزية)
- عودد فهر على موقع قاعدة بيانات الفيلم (الإنجليزية)
- عودد فهر على موقع كينوبويسك (الروسية)